# Cynoglossus gracilis
Cynoglossus gracilis es una especie de pez de la familia Cynoglossidae en el orden de los Pleuronectiformes.

## Distribución geográfica
Se encuentran en las  costas orientales de Asia, desde el Mar de la China Meridional hasta Corea.